# 本並健治
本並 健治（ほんなみ けんじ、1964年6月23日 - ）は、大阪府枚方市出身の元プロサッカー選手、サッカー指導者、解説者。現役時代のポジションはゴールキーパー（GK）。元日本代表。
妻は元女子日本代表の丸山桂里奈。

## 経歴

### 松下/ガンバ時代
大阪市立依羅小学校、大阪市立我孫子中学校、清風高等学校、大阪商業大学を経て1987年、ガンバ大阪の前身である松下電器産業サッカー部に入団。松下時代は1学年上の慶越雄二の控えであったが、慶越の移籍もあって正GKの座に就く。
1993年のJリーグ発足後より、度々見せる鋭い反応や、自陣のぎりぎりまでも飛び出す攻撃的な姿勢が注目を浴び、人気選手の1人となる。当時のG大阪は弱小チームであり、守備の弱さから本並の出番は多かった。
突然の大怪我と選手生命の危機
7月7日のサンフレッチェ広島戦において、後半終了直前のコーナーキックの競り合いで田口禎則と激しく接触し、腎臓破裂の重傷を負う。試合は、延長開始直後にVゴールを決められ、ガンバが敗れて終了したが、「仮に延長戦が続いていたら助からなかっただろう」と診断されたほどの重症であった。本並は既に選出されていたJリーグオールスターの出場キャンセルはもちろんのこと、選手生命はおろか命の危機に晒されることとなった。手術では腎臓の4分の1を摘出した。
しかし、驚異的な回復力を見せ、7ヶ月後の翌1994年サントリーシリーズには再び正GKとしてピッチに立つ。ファルカンが監督を務めていた日本代表に選出されたのもこの年である。デビュー戦であるキリンカップのフランス戦では、後半から出場し、トンネルを含む2失点（後半からの出場、試合結果は1-4）を喫し、その後出場した2試合（1994年7月のアシックスカップのガーナとの2試合）でどちらも失点すると、以後は代表チームから声が掛からなくなり、結局代表キャップは3に留まった。
クラブではその後もチームの顔として活躍し、1995年には日刊スポーツ紙上の「ミスター GAMBA 銀の脚」賞、1996年には「ミスター GAMBA 黄金の脚」賞を受賞。しかし、ヨジップ・クゼ監督との確執から、1996年の中盤以降は正GKの座を岡中勇人に明け渡し、出場機会が激減していた。

### ヴェルディ時代
G大阪で出場機会に恵まれなくなった本並は、ヴェルディ川崎の誘いに応え1997年シーズン途中にレンタル移籍した。本並にとってはこれが学生時代も含めて初めての大阪以外のチームでのプレーでもあった。1997年シーズン終了後、G大阪からはコーチ就任を打診されたが、現役続行を選び、1998年はV川崎に完全移籍した。この年までは菊池新吉の控えであり、特に1998年は起用されたのはリーグ戦1試合、天皇杯1試合のみであったが、1999年はシーズン前に菊池が腰痛を再発させたことからレギュラーに定着、2001年を最後に引退するまで、Jリーグ創成期からの武器である鋭い反応で、第2期全盛期と言える活躍を見せた。
1999年11月には日本代表候補に選ばれたこともあったが、結局代表に選ばれることはなかった。Jリーグの通算出場は209試合。

### 現役引退後
2003年から吉本興業（後にホリプロ）とマネジメント契約を締結。サッカー中継で解説やリポーターなどを随時担当するほか、一時は『すぽると!』（フジテレビ）『GAMBA TV』『ちちんぷいぷい』（いずれも毎日放送）などのテレビ番組にサッカー解説者として出演していた。その一方で、2003年からは一時、京都産業大学や東海大学付属仰星高等学校のサッカー部でコーチを務めていた。
2005年にJFA公認S級指導者ライセンスを取得したことを背景に、2012年8月3日付でなでしこリーグ・スペランツァFC大阪高槻の監督に就任。シーズン途中からの半年契約で就任したが、当時成績が低迷していたクラブをなでしこリーグ1部に残留させたことから、シーズン後に改めて3年契約を結んだ。2013シーズンは1部の最下位（10位）でチャレンジリーグ（2部）への自動降格を余儀なくされたが、2014シーズンの2部優勝によって、1シーズンで1部に復帰。2015シーズンは9位ながら、ノジマステラ神奈川相模原との1部・2部入れ替え戦での勝利によって1部残留を決めたため、契約期間を1年延長した。しかし、2016シーズンも1部を9位で終了。さらに、ASエルフェン埼玉との入れ替え戦に敗れたため、クラブは再び2部へ降格した。契約期間の満了を理由に、2016年12月9日付で監督職を退任。翌2017年からは、千葉県立白井高等学校のサッカー部でコーチを務めている。
2020年9月4日に、スペランツァFC監督在任中の主力選手（FW）であった丸山桂里奈（ホリプロ所属のタレント）との婚姻届を東京都内の区役所へ提出。翌5日に「第31回東京ガールズコレクション」（さいたまスーパーアリーナ）へゲストモデルとして揃って出演すると、「本物の結婚式」をテーマに設けられた「マイナビウェディングステージ」で、神父役の前園真聖（サッカー日本代表及びヴェルディ選手時代のチームメイト）を前に結婚を初めて公表した。本並にとっては再婚であり、丸山にとっては初婚である。本並はスペランツァFCの監督時代に、（丸山を含む）当時の所属選手全員に対して、公の場以外でも2人きりにならないよう配慮していたという。本並は2016年の監督退任、丸山は同年の現役引退でスペランツァFCを退団した後に、ホリプロでの活動がきっかけで2020年から交際に至った。
丸山との結婚後はバラエティ番組に夫婦で共演する機会が多いが、日本の女子サッカーで初めてのプロリーグとしてWEリーグが発足した2021年には、9月12日の開幕戦・INAC神戸レオネッサ対大宮アルディージャVENTUS戦（ノエビアスタジアム神戸）中継（朝日放送テレビが地上波で関西ローカル向けに放送）で、初めての夫婦揃ってのサッカー解説が実現している。
2023年10月19日に、第13回イクメン/男性育休オブザイヤー2023「イクメンアスリート部門」を受賞した。

## 人物
- ずっと野球をしていたが、友人の誘いで中学三年生でサッカーを始める。
- チームの中で、特に当時は弱小チームだったG大阪所属時には、再三のピンチを凌ぐ本並は注目されることが多かった。だが、自身は「GKが目立つというのは、それだけチームがピンチにさらされているということであり、決して好ましい状況ではない」と再三発言していた。さらに「銀の脚賞」に選ばれた際にも、「嬉しいが、本当は自分が選ばれないようにしないといけない」との旨のコメントを出している。またヴェルディ時代のインタビューでは、「チームが30点取り優勝し、そのうち1点を自分が決める」のが夢だと語っている。
- 大阪出身だが広島のお好み焼きが好物[16]。
- 元妻との間に息子が2人(長男は1993年生まれ、次男は1995年生まれ)、また丸山との間に娘が1人(長女は2023年生まれ)いる。

## エピソード
- 現役時代は「浪速のイタリア人[17]」（ヴェルディでの公式愛称は、明石家さんまが命名した「浪速のイタリアーノ」）の愛称で親しまれた。
- 1999年のJOMO CUP Jリーグドリームマッチでは、当時Jリーグでプレーする外国籍GKが居なかったことから、Jリーグ外国人選抜の一員に選出されて日本代表と対戦、この時この試合のメンバーに招集されたことを聞いた本人は、てっきり日本代表に選出されたものだと思ったという[18]。

## 所属クラブ
- 清風高校
- 大阪商業大学
- 1987年 - 1998年 松下電器/ガンバ大阪
  - 1997年 ヴェルディ川崎（期限付き移籍）
- 1998年 - 2001年 ヴェルディ川崎/東京ヴェルディ1969

## 個人成績
| 国内大会個人成績 | 国内大会個人成績 | 国内大会個人成績 | 国内大会個人成績 | 国内大会個人成績 | 国内大会個人成績 | 国内大会個人成績 | 国内大会個人成績  | 国内大会個人成績 | 国内大会個人成績 | 国内大会個人成績 | 国内大会個人成績 |
| 年度             | クラブ           | 背番号           | リーグ           | リーグ戦         | リーグ戦         | リーグ杯         | リーグ杯          | オープン杯       | オープン杯       | 期間通算         | 期間通算         |
| 年度             | クラブ           | 背番号           | リーグ           | 出場             | 得点             | 出場             | 得点              | 出場             | 得点             | 出場             | 得点             |
| 日本             | 日本             | 日本             | 日本             | リーグ戦         | リーグ戦         | JSL杯/ナビスコ杯 | JSL杯/ナビスコ杯  | 天皇杯           | 天皇杯           | 期間通算         | 期間通算         |
| ---------------- | ---------------- | ---------------- | ---------------- | ---------------- | ---------------- | ---------------- | ----------------- | ---------------- | ---------------- | ---------------- | ---------------- |
| 1987             | 松下             | 22               | JSL2部           | 25               | 0                | 0                | 0                 |                  |                  |                  |                  |
| 1988-89          | 松下             | 21               | JSL1部           | 16               | 0                | 0                | 0                 |                  |                  |                  |                  |
| 1989-90          | 松下             | 21               | JSL1部           | 10               | 0                | 1                | 0                 |                  |                  | 11               | 0                |
| 1990-91          | 松下             | 21               | JSL1部           | 6                | 0                | 1                | 0                 |                  |                  | 7                | 0                |
| 1991-92          | 松下             | 20               | JSL1部           | 1                | 0                | 0                | 0                 |                  |                  | 1                | 0                |
| 1992             | G大阪            | -                | J                | -                | -                | 2                | 0                 | 2                | 0                | 4                | 0                |
| 1993             | G大阪            | -                | J                | 16               | 0                | 0                | 0                 | 0                | 0                | 16               | 0                |
| 1994             | G大阪            | -                | J                | 43               | 0                | 3                | 0                 | 4                | 0                | 50               | 0                |
| 1995             | G大阪            | -                | J                | 49               | 0                | -                | -                 | 4                | 0                | 53               | 0                |
| 1996             | G大阪            | -                | J                | 16               | 0                | 6                | 0                 | 4                | 0                | 26               | 0                |
| 1997             | G大阪            | 12               | J                | 0                | 0                | 2                | 0                 | -                | -                | 2                | 0                |
| 1997             | V川崎            | 16               | J                | 11               | 0                | 0                | 0                 | 0                | 0                | 11               | 0                |
| 1998             | V川崎            | 21               | J                | 1                | 0                | 0                | 0                 | 1                | 0                | 2                | 0                |
| 1999             | V川崎            | 21               | J1               | 29               | 0                | 2                | 0                 | 4                | 0                | 35               | 0                |
| 2000             | V川崎            | 21               | J1               | 29               | 0                | 1                | 0                 | 2                | 0                | 32               | 0                |
| 2001             | 東京V            | 21               | J1               | 15               | 0                | 0                | 0                 | 0                | 0                | 15               | 0                |
| 通算             | 日本             | 日本             | J1               | 209              | 0                | 16               | 0                 | 21               | 0                | 246              | 0                |
| 通算             | 日本             | 日本             | JSL1部           | 33               | 0                | 2                | 0                 | 0                | 0                | 19               | 0                |
| 通算             | 日本             | 日本             | JSL2部           | 25               | 0                | 0                | 0\|\|\|\|\|\|\|\| |                  |                  |                  |                  |
| 総通算           | 総通算           | 総通算           | 総通算           | 226              | 0                | 18               | 0                 | 19               | 0                | 263              | 0                |

その他の公式戦
- 1990年
  - コニカカップ 5試合0得点
- Jリーグ初出場 - 1993年5月16日 Jリーグサントリーシリーズ第1節 vs浦和レッズ（万博記念競技場）

## 代表歴
- 国際Aマッチ初出場 - 1994年5月29日 キリンカップサッカー1994 vsフランス代表（国立霞ヶ丘競技場）

### 出場大会
日本代表（1994年）
- キリンカップサッカー1994
- アシックスカップ1994

### 試合数
- 国際Aマッチ 3試合 0得点(1994)

| 日本代表 | 国際Aマッチ | 国際Aマッチ |
| 年       | 出場        | 得点        |
| -------- | ----------- | ----------- |
| 1994     | 3           | 0           |
| 通算     | 3           | 0           |

### 出場
| No. | 開催日        | 開催都市 | スタジアム             | 対戦国   | 結果 | 監督                         | 大会                         |
| --- | ------------- | -------- | ---------------------- | -------- | ---- | ---------------------------- | ---------------------------- |
| 1.  | 1994年5月29日 | 東京     | 国立霞ヶ丘競技場       | フランス | ●1-4 | パウロ・ロベルト・ファルカン | キリンカップサッカー1994     |
| 2.  | 1994年7月8日  | 名古屋   | 名古屋市瑞穂陸上競技場 | ガーナ   | ○3-2 | パウロ・ロベルト・ファルカン | アシックスカップサッカー1994 |
| 3.  | 1994年7月14日 | 神戸     | 神戸ユニバー記念競技場 | ガーナ   | ○2-1 | パウロ・ロベルト・ファルカン | アシックスカップサッカー1994 |

## 指導歴
- 京都産業大学 ヘッドコーチ
- 東海大学付属仰星高等学校 コーチ
- 2012年8月 - 2016年 スペランツァFC大阪高槻 監督
- 千葉県立白井高等学校 外部コーチ[10][11]
- 2022年5月 - 八王子実践中学校・高等学校　女子サッカー部[19]　監督[20]

## 監督成績
| 年度 | 所属                         | クラブ   | リーグ戦 | リーグ戦 | リーグ戦 | リーグ戦 | リーグ戦 | リーグ戦 | なでしこ杯         | 皇后杯    |
| 年度 | 所属                         | クラブ   | 順位     | 試合     | 勝点     | 勝       | 分       | 敗       | なでしこ杯         | 皇后杯    |
| ---- | ---------------------------- | -------- | -------- | -------- | -------- | -------- | -------- | -------- | ------------------ | --------- |
| 2012 | なでしこリーグ               | 大阪高槻 | 8位      | 9        | 11       | 3        | 2        | 4        | グループリーグ敗退 | 3回戦敗退 |
| 2013 | なでしこリーグ               | 大阪高槻 | 10位     | 18       | 4        | 0        | 4        | 14       | グループリーグ敗退 | 3回戦敗退 |
| 2014 | チャレンジリーグ             | 大阪高槻 | 優勝     | 22       | 53       | 16       | 5        | 1        | -                  | 2回戦敗退 |
| 2015 | なでしこリーグ ディビジョン1 | 大阪高槻 | 9位*     | 24       | 20       | 4        | 5        | 15       | -                  | 3回戦敗退 |
| 2016 | なでしこリーグ ディビジョン1 | 大阪高槻 | 9位*     | 18       | 11       | 3        | 2        | 13       | グループリーグ敗退 | 2回戦敗退 |

- 2012年は途中就任。
- 2015年は入れ替え戦でノジマステラ神奈川相模原に勝って1部に残留。
- 2016年は入れ替え戦でちふれASエルフェン埼玉に敗れて2部に降格。

## タイトル

### 選手時代

#### クラブ
松下電器
- 天皇杯：1回（1990年）

ガンバ大阪
- クイーンズカップ：1回（1992年）

### 監督時代
スペランツァFC大阪高槻
- チャレンジリーグ：1回（2014年）

## メディア出演

### テレビ
- ラヴィット!（2021年3月29日 - 、TBSテレビ）- 月曜日レギュラー[21]